# Andrus Värnik
Andrus Värnik (* 27. září 1977, Antsla) je estonský atlet, jehož specializací je hod oštěpem.

## Kariéra
V roce 2000 reprezentoval na letních olympijských hrách v australském Sydney, kde však skončila jeho cesta v kvalifikaci. Sítem kvalifikace neprošel také na Mistrovství Evropy v atletice 2002 v Mnichově. O rok později vybojoval na MS v atletice v Paříži výkonem 85,17 metru stříbrnou medaili, když dál poslal oštěp jen Sergej Makarov z Ruska (85,44 m). V roce 2004 na olympiádě v Athénách měřil jeho nejdelší pokus ve finále 83,25 metru, což stačilo na konečné 6. místo.
Největším úspěchem jeho kariéry je titul mistra světa, který získal na světovém šampionátu 2005 v Helsinkách, kde zvítězil hodem dlouhým 87,17 m. Stříbro vybojoval Andreas Thorkildsen z Norska, který hodil o 99 centimetrů méně. Na Mistrovství světa v atletice 2007 v Ósace skončil v kvalifikaci, když nepřehodil 76 metrů.